# Frente Patriótica Morazanista
A Frente Patriótica Morazanista (em castelhano:  Frente Patriótico Morazanista; FPM) foi um grupo guerrilheiro-paramilitar que operou em Honduras. O nome da organização vem de Francisco Morazán, pois defende sua ideologia e pensamento, além de apoiar posições  nacionalistas, centro-americanistas e anti-imperialistas.
Tinha como objetivo de limitar o envolvimento dos Estados Unidos em Honduras, possivelmente com vínculos com ex-funcionários do governo da Nicarágua. Embora vinculado ao Partido Comunista de Honduras, não estabeleceu nenhum objetivo marxista. Muitas vezes foi considerada uma organização terrorista por observadores externos. Em 1988, reivindicou a responsabilidade por um atentado bombista ao Peace Corps; isso foi seguido por dois atentados a ônibus em 1989 e 1990, e um ataque com granada ferindo sete soldados norte-americanos.
Foi um dos poucos grupos guerrilheiros a não depor as armas depois que os Contras, apoiados pelos Estados Unidos, que não lutavam mais contra o governo de Daniel Ortega e substituíram a Junta de Reconstrução Nacional dos sandinistas na Nicarágua, deixaram Honduras. A último ataque da Frente Patriótica Morazanista foi em abril de 1995, quando um pacote-bomba explodiu perto de escritórios de várias agências de notícias estrangeiras, sem deixar feridos. O grupo já não é considerado ativo.